# Rosamar Trujillo Plumey
Rosamar Trujillo Plumey (Arecibo, 21 de noviembre de 1968) es una trabajadora social y política puertorriqueña que se desempeña como alcaldesa del Municipio de Humacao desde 2025.

## Vida
Rosamar Trujillo Plumey nació el 21 de noviembre de 1968 en Arecibo, Puerto Rico. Es hija del exalcalde de Humacao Marcelo Trujillo Panisse y Rosa Elena Plumey.Su familia se mudó a Humacao en 1978. Más tarde, su padre se desempeñó como alcalde y su madre fue maestra de escuela primaria. Trujillo tiene tres hermanos mayores. Obtuvo un bachillerato en trabajo social de la Universidad de Puerto Rico en Humacao. Realizó una maestría en trabajo social en supervisión y administración de programas en la Universidad Interamericana de Puerto Rico.
Trujillo trabajó como trabajadora social en el Ryder Memorial Hospital en Humacao. En 1994 ingresó a la administración de instituciones juveniles y centro de detención de Humacao. En 2001 se incorporó al Departamento de la Familia de Puerto Rico donde trabajó como trabajadora social, supervisora, asesora especial del secretario y directora de fondos federales del Título IV-E. Trujillo participó en las campañas de su padre para la alcaldía desde que ella estaba en la escuela secundaria hasta su última campaña en 2016. Miembro del Partido Popular Democrático, lanzó su campaña senatorial en 2020, resultó electa y prestó juramento el 2 de enero de 2021. En 2023, Trujillo Plumey anunció su candidatura a alcaldesa de Humacao para las Elecciones municipales de 2024.
Trujillo es madre de un hijo.

## Historial electoral
| Elección | Cargo                               | Partido | Partido | Votos  | %     | Posición | Resultado |
| -------- | ----------------------------------- | ------- | ------- | ------ | ----- | -------- | --------- |
| 2020     | Senadora por el distrito de Humacao |         | PPD     | 57,004 | 19.77 | 1.ª      | Electa    |
| 2024     | Alcaldesa de Humacao                |         | PPD     |        |       |          |           |